# Roland Eiworth
Kurt Roland Eiworth, född 9 december 1919 i Stockholm, död 30 maj 1989 i Ängelholm, var en svensk kompositör, sångtextförfattare samt radio- och TV-man. Han var även verksam under pseudonymen Eve.

## Biografi
Eiworth var en mångsysslare som varit journalist hos Filmjournalen, Levande livet och Se. Han hade också skrivit schlagertexter och filmmanus.
År 1948 anställdes han vid Sveriges Radio och blev underhållningschef vid TV 1959. Efter att ha varit biträdande distriktschef i Malmö och Göteborg blev han 1966 chef för radions högertrafikinformation och 1970 programråd vid TV1.

## Regi
- 1954 – Hjälpsamma herrn

## Filmmanus i urval
- 1950 – Terras fönster nr 4
- 1954 – Hjälpsamma herrn
- 1954 – Flicka med melodi
- 1965 – Gänget på skäret

## Filmmusik i urval
- 1952 – H.C. Andersens sagor
- 1953 – Folket i fält
- 1953 – Ogift fader sökes
- 1953 – En skärgårdsnatt
- 1954 – Hjälpsamma herrn
- 1954 – Flicka med melodi
- 1956 – Syndare i filmparadiset

## Filmografi roller
- 1950 – Stjärnsmäll i Frukostklubben - Frukostklubbens producent
- 1953 – Resan till dej - Roland "Rolle" Eiworth, Sigge Fürsts studioman
- 1976 – Vi har vår egen sång